# CRH1
Le CRH1 est un train à grande vitesse dérivé du Bombardier Zefiro. Il existe plusieurs versions du CRH1, possédant des caractéristiques parfois très différentes. Leur vitesse maximale en service commercial est comprise entre 220 km/h et 250 km/h selon les séries.

## Historique
Les CRH1 ont été commandés en même temps que les CRH2 et les CRH5 (basés sur le Pendolino) par le ministère des transports ferroviaires chinois. La première commande en juin 2007 porta sur 20 rames CRH1A puis 20 autres rames CRH1A de 8 voitures chacune. Le montant total de ce contrat est de 560 millions d'euros. En juillet 2010, une commande supplémentaire de 40 rames de 8 voitures est annoncé.